# Le Serment (roman)
Pour les articles homonymes, voir Le Serment.
Le Serment (Oath Breaker) est le cinquième tome de la série Chroniques des temps obscurs écrite par Michelle Paver, publié originellement en 2008 au Royaume-Uni puis l'année suivante en France.  Il est traduit en français par Blandine Longre.

## Résumé
Bale est mort. Il montait la garde lorsque Thiazzi, l'un des derniers Mangeurs d'Âme, l'a assassiné. Torak se sent coupable. Il n'aurait pas dû se disputer avec Bale. Il n'aurait pas dû le laisser seul. Fou de remords et de tristesse, Torak jure de venger son ami. Traquer le terrible Mage ne lui fait pas peur. Il doit honorer sa parole. Il doit tuer Thiazzi, le terrible mage.